# Verrières (Aveyron)
Verrières é uma comuna francesa na região administrativa de Occitânia, no departamento de Aveyron. Estende-se por uma área de 53,01 km². Em 2010 a comuna tinha 439 habitantes (densidade: 8,3 hab./km²).